# Sankhu
Sankhu (trl. Sāṁkhu, trb. Sankhu) – gaun wikas samiti w środkowej części Nepalu w strefie Bagmati w dystrykcie Lalitpur. Według nepalskiego spisu powszechnego z 2001 roku liczył on 426 gospodarstw domowych i 2394 mieszkańców (1200 kobiet i 1194 mężczyzn).